# Vulca
Vulca (6e eeuw v.Chr.) was een Etruskische kunstenaar, bedreven in de boetseerkunst. Hij was waarschijnlijk afkomstig uit de Etruskische stad Veii. Van zijn achtergrond en werken is weinig bekend. Plinius de Oudere vermeldt dat Vulca door Tarquinius Priscus, de vijfde koning van Rome (ca. 616-579 v.Chr.), opdracht kreeg tot het maken van terracotta beelden voor de Tempel van Jupiter Optimus Maximus op de Capitolijn. Het cultusbeeld van Jupiter in de centrale cella, en een beeld van Jupiter met quadriga op het pediment van de tempel zouden door hem zijn gemaakt. Hij maakte ook een beeld van Hercules, de zogenaamde Hercules Fictilis, dat tot in de keizertijd in Rome bleef staan. De beroemde Apollo van Veii wordt soms ook aan Vulca toegeschreven, maar bewijs daarvoor ontbreekt.
In 1945 schreef de bekende etruscoloog M. Pallottino (1909-1995) een boek over Vulca getiteld La scuola di Vulca.